# Charlotte Becker
Charlotte Becker (nascida em 19 de maio de 1983) é uma ciclista alemã, profissional desde 2006.

## Biografia
Competiu nos Jogos Olímpicos de Londres 2012 na prova de estrada feminina, mas terminou acima do limite de tempo. Também competiu na pista em perseguição por equipes, representando o seu país natal. Para a temporada de 2015, Becker assinou com a equipe Hitec Products, alinhando no ciclismo de estrada.
Sua irmã mais velha, Christina Becker, também era ciclista profissional, coincidindo com a mesma equipe nos anos de 2004 e 2005.